# 天谷優美
天谷 優美（あまや ゆうみ、2002年11月2日 - ）は、日本の女性声優。兵庫県出身。クロコダイル預かり所属。

## 略歴
2023年5月15日、声優事務所クロコダイルに預かりとして所属。

## 出演

### 朗読劇
- 朗読劇 Reading Drama『Crocodile NEST』2nd Story（2023年06月10日、六本木バードランド）
- キミに贈る朗読会 ハロウィン特別編（2023年10月29日、MsmileBOX渋谷）
- ミサキカク毎週公演 第66回 歌詞から紡ぐ物語50「マーブリング・ブーケ」（2023年11月1日、あさがやドラム）

### デジタルコミック
- 末期ガンでも元気です 38歳エロ漫画家、大腸ガンになる（2023年、友人A、看護師D、作業療法士）[3]
- この婚約は偽装です！名家の令嬢は敏腕社長に迫られる（2023年、涼真同級生C[4]）
- 貸した魔力は【リボ払い】で強制徴収〜用済みとパーティー追放された俺は、可愛いサポート妖精と一緒に取り立てた魔力を運用して最強を目指す。〜（2023年[5]）
- S級鑑定士なのにパーティー追放されたので猫耳娘と農業スローライフしようと思います。（2023年、エリー[6]）
- 嘘婚ロマン 契約結婚のはずなのに、クールな旦那様に溺愛されています（2023年[7]）
- 世話焼きマフィアと薄幸少女（2024年[8]）

### テレビドラマ
- 土曜はナニする!? ショートドラマ「イケドラ」（2023年、関西テレビ）

### その他コンテンツ
- メディアミックスプロジェクト「swing,sing」（2023年、佐久乃花[9]）

## ディスコグラフィ

### キャラクターソング
| 発売日  | 商品名                                | 歌                                                             | 楽曲                  | 備考                                             |
| 2023年  | 2023年                                | 2023年                                                         | 2023年                | 2023年                                           |
| ------- | ------------------------------------- | -------------------------------------------------------------- | --------------------- | ------------------------------------------------ |
| 3月30日 | swing,sing ARIS 1st ALBUM「SOLITARY」 | 佐久菖（秋場悠里）、佐久乃花（天谷優美）、白石凛（小見川千明） | 「TOP LINE」          | メディアミックスプロジェクト「swing,sing」関連曲 |
| 3月30日 | swing,sing ARIS 1st ALBUM「SOLITARY」 | 佐久乃花（天谷優美）                                           | 「Catharsis」         | メディアミックスプロジェクト「swing,sing」関連曲 |
| 3月30日 | swing,sing ARIS 1st ALBUM「SOLITARY」 | 佐久菖（秋場悠里）、佐久乃花（天谷優美）                       | 「Driving All Night」 | メディアミックスプロジェクト「swing,sing」関連曲 |
| 3月30日 | swing,sing ARIS 1st ALBUM「SOLITARY」 | 佐久菖（秋場悠里）、佐久乃花（天谷優美）                       | 「Duality」           | メディアミックスプロジェクト「swing,sing」関連曲 |
| 3月30日 | swing,sing ARIS 1st ALBUM「SOLITARY」 | 佐久菖（秋場悠里）、佐久乃花（天谷優美）、白石凛（小見川千明） | 「Solist」            | メディアミックスプロジェクト「swing,sing」関連曲 |